# ساندور كيس (لاعب كرة قدم)
ساندور كيس (بالمجرية: Kiss Sándor)‏ هو مدرب كرة قدم ولاعب كرة قدم مجري، ولد في 2 نوفمبر 1956 في سكسارد في المجر. لعب مع زالايغيرزيغي تورنا إغيليت ونادي أويبست.

## وصلات خارجية
- ساندور كيس على موقع الاتحاد الأوربي (الإنجليزية)
- ساندور كيس على موقع قاعدة بيانات كرة القدم.إي يو (الإنجليزية)
- ساندور كيس على موقع ناشيونال فوتبول تيمز (الإنجليزية)
- ساندور كيس على موقع Soccerway.com (الإنجليزية)